# Tejonero de los Alpes
El perro tejonero alpino (en alemán Alpenländische Dachsbracke) hace referencia a una raza de sabueso robusto y de pequeño tamaño originario de Austria. Esta raza fue creada para rastrear ciervos, jabalíes, liebres y zorros, para lo que es muy eficiente incluso cuando el rastro se ha enfriado.